# Zerrin Tekindor
Zerrin Tekindor (Burhaniye, 5 agosto 1964) è un'attrice e pittrice turca.

## Biografia
Nata nel 1964 nel distretto di Burhaniye, in provincia di Balıkesir (Turchia), Zerrin Tekindor ha completato l'istruzione primaria e secondaria ad Ankara. Dopo aver conseguito il diploma, ha deciso di iscriversi presso il dipartimento teatrale del conservatorio statale dell'Università Hacettepe di Ankara, dove al termine degli studi ha conseguito la laurea. Tra il 1985 e il 1987 ha lavorato come attrice apprendista presso il teatro statale di Adana, mentre tra il 1987 e il 2003 ha lavorato presso il teatro statale di Ankara.
Tra il 1990 e il 1994, mentre continuava la sua carriera teatrale ad Ankara, ha frequentato il dipartimento di pittura dell'Università di Bilkent come studentessa privata. Ha studiato presso il laboratorio Halil Akdeniz, poi ha lavorato nei laboratori di Mehmet Güleryüz e Bedri Baykam. Pur proseguendo la sua carriera teatrale, ha aperto mostre personali a Istanbul e ad Ankara e ha partecipato a fiere d'arte all'estero e dal 1992 ha tenuto diciannove mostre personali.
Nel 1996 ha fatto la sua prima apparizione come attrice sul piccolo schermo nella serie Cafe Casablanca, seguita nel 1998 dalla serie Sonbahar Kadınları e nel 2000 dalla serie Sarı Evin Esrarı. Nel 2002 e apparsa nella serie Bir Tatlı Huzur, seguita nel 2003 dal ruolo di Deniz nella serie Bir İstanbul Masalı. Nel 2007 ha compiuto il proprio debuto cinematografico con il ruolo di Yalnız Kadın nel film Örümcek diretto dal figlio Hira Tekindor. Nello stesso anno ha vestito i panni di Peruş nella serie Aşk Yeniden.
Dal 2008 al 2010 è stata scritturata per interpretare il ruolo di Matmazel "Deniz" nella serie Aşk-ı Memnu, seguita nel 2010 dal ruolo di Gar Görevlisi nella serie Yaprak Dökümü. Dal 2011 al 2013 ha ottenuto il ruolo di Gülten Çayak nella serie Kuzey Güney, seguita nel 2014 dal ruolo di Nermin Bezmen / Emine nella serie La ragazza e l'ufficiale (Kurt Seyit ve Şura). L'anno successivo, nel 2015, ha fatto parte del cast del film Pek Yakında diretto da Cem Yılmaz, nel ruolo di Meral.
Dal 2015 al 2017 è stata scelta per interpretare il ruolo di Leyla Acemzade nella serie Endless Love (Kara Sevda). Nel 2016 ha ricoperto il ruolo di Ülkü nel film İkimizin Yerine diretto da Umur Turagay e nel 2017 quello di Aylin nel film Rosso Istanbul (İstanbul Kırmızısı) diretto da Ferzan Özpetek. Nello stesso anno è apparsa nel film Kırık Kalpler Bankası diretto da Onur Ünlü. Nel 2018 ha vestito i panni di Muhterem Nur nel film Müslüm diretto da Ketche e Can Ulkay e quelli di Tuna Akdora nella serie Şahin Tepesi. Nel 2020 ha fatto parte del cast della serie Zemheri, nel ruolo di Aliye.
Nel 2021, ha interpretato il ruolo di Vuslat Kozoğlu nella serie televisiva medica Il dottor Alì (Mucize Doktor). Nel 2022 ha preso parte al cast del film Tremila anni di attesa (Three Thousand Years of Longing) diretto da George Miller, nel ruolo di Kösem e nella serie Atto d'infedeltà (Dünyayla Benim Aramda), nel ruolo di Burçin. Nel 2023 ha ricoperto il ruolo di Süreyya nella serie Yüz Yıllık Mucize.

## Vita privata
Nel 1987 ha sposato l'attore Çetin Tekindor, dal quale ha avuto un figlio che si chiama Hira, nato il 23 settembre 1989. La coppia dopo essersi separata e risposata una volta, ha divorziato nuovamente nel 1999.

## Filmografia

### Cinema
- Örümcek, regia di Hira Tekindor (2007)
- Pek Yakında, regia di Cem Yılmaz (2015)
- İkimizin Yerine, regia di Umur Turagay (2016)
- Rosso Istanbul (İstanbul Kırmızısı), regia di Ferzan Özpetek (2017)
- Kırık Kalpler Bankası, regia di Onur Ünlü (2017)
- Müslüm, regia di Ketche e Can Ulkay (2018)
- Tremila anni di attesa (Three Thousand Years of Longing), regia di George Miller (2022)

### Televisione
- Cafe Casablanca – serie TV (TRT 1, 1996)
- Sonbahar Kadınları – serie TV (Show TV, 1998)
- Sarı Evin Esrarı – serie TV (Show TV, 2000)
- Bir Tatlı Huzur – serie TV, 1 episodio (Show TV, 2002)
- Bir İstanbul Masalı – serie TV (ATV, 2003)
- Aşk Yeniden – serie TV (TRT 1, 2007)
- Aşk-ı Memnu – serie TV, 79 episodi (Kanal D, 2008-2010)
- Yaprak Dökümü – serie TV, 1 episodio (Kanal D, 2010)
- Kuzey Güney – serie TV, 80 episodi (Kanal D, 2011-2013)
- La ragazza e l'ufficiale (Kurt Seyit ve Şura) – serie TV, 15 episodi (Star TV, 2014)
- Endless Love (Kara Sevda) – serie TV, 74 episodi (Star TV, 2015-2017)
- Şahin Tepesi – serie TV, 6 episodi (ATV, 2018)
- Zemheri – serie TV, 10 episodi (Show TV, 2020)
- Il dottor Alì (Mucize Doktor) – serie TV, 19 episodi (Fox, 2021)
- Atto d'infedeltà (Dünyayla Benim Aramda) – serie TV, 8 episodi (Disney+, 2022)
- Yüz Yıllık Mucize – serie TV, 13 episodi (Star TV, 2023)

## Teatro
- Bir Kadın Bir Düş Bir Oyun di Alan Aycborn, presso il teatro statale di Ankara (1987)
- Çamaşırhane di D.Durvin e H.Prevest, presso il teatro statale di Ankara (1991)
- Ferhat ile Şirin di Nazım Hikmet, presso il teatro statale di Ankara (1992)
- Gürültülü Patırtılı Bir Hikaye di Savaş Dinçel, presso il teatro statale di Ankara (1993)
- İstanbul Efendisi di Musahipzade Celal, presso il teatro statale di Ankara (1993)
- Death-Ölüm di Woody Allen, presso il teatro statale di Ankara (1994)
- Büyük Aşkların Sonuncusu di Neil Simon, presso il teatro statale di Ankara (1995)
- İstanbul Efendisi di Musahipzade Celal, presso il teatro statale di Ankara (1995)
- Göğe Açılan Pencere di David Hare, presso il teatro statale di Ankara (1997)
- Aşk Öldürür di Vladimir Volkoff, presso il teatro statale di Ankara (1999)
- Geyikler Lanetler di Murathan Mungan, presso il teatro statale di Ankara (1999)
- Savaştan Barışa Aşktan Kavgaya di Recep Bilginer, presso il teatro statale di Ankara (1999)
- Müfettiş di Nikolaj Vasil'evič Gogol', presso il teatro statale di Istanbul (2003)
- Dünyanın Ortasında Bir Yer di Özen Yula, presso il teatro statale di Istanbul (2007)
- Vahşet Tanrısı di Yasmina Reza, presso il teatro statale di Istanbul (2009)
- Antonius ile Kleopatra di William Shakespeare, presso il teatro Oyun Atölyesi e il teatro Shakespeare's Globe (2012)
- Kim Korkar Hain Kurttan? di Edward Albee, presso il teatro Oyun Atölyesi (2013)
- Arzu Tramvayı di Tennessee Williams, presso il teatro ID İletişim e il teatro Beşiktaş Kültür Merkezi (2017)
- Toz di Murat Mahmutyazıcıoğlu, presso il teatro ID İletişim (2021)

## Doppiatrici italiane
Nelle versioni in italiano dei suoi film e delle sue serie TV, Zerrin Tekindor è stata doppiata da:
- Roberta Pellini[26] ne La ragazza e l'ufficiale[27]
- Tatiana Dessi[26] in Endless Love[28]
- Laura Romano[29] in Rosso Istanbul[30]
- Daniela Cavallini[31] ne Il dottor Alì[32]

## Riconoscimenti
- Golden Palm Awards
  - 2019: Candidata come Miglior attrice cinematografica per il film Müslüm
- International Izmir Film Festival
  - 2019: Vincitrice come Miglior attrice per il film Müslüm
  - 2020: Candidata come Miglior attrice non protagonista in una serie televisiva per Zemheri
- Sadri Alisik Theatre and Cinema Awards
  - 2014: Vincitrice come Miglior attrice per lo spettacolo teatrale Kim Korkar Hain Kurttan?
  - 2015: Candidata come Miglior interpretazione di un'attrice non protagonista in un film per Pek Yakında
  - 2017: Candidata come Miglior interpretazione di un'attrice non protagonista in un film drammatico per İkimizin Yerine
  - 2018: Candidata come Miglior interpretazione di un'attrice non protagonista in un film drammatico per Rosso Istanbul (İstanbul Kırmızısı)
- Turkey Youth Awards
  - 2019: Candidata come Miglior attrice cinematografica per il film Müslüm
- Turkish Film Critics Association (SIYAD) Awards
  - 2014: Candidata come Miglior attrice non protagonista per il film Pek Yakında
  - 2017: Candidata come Miglior attrice non protagonista per il film Rosso Istanbul (İstanbul Kırmızısı)